# Homoneura centrilamella
Homoneura centrilamella är en tvåvingeart som beskrevs av Kim 1994. Homoneura centrilamella ingår i släktet Homoneura och familjen lövflugor. Inga underarter finns listade i Catalogue of Life.